# Акула-янгол чилійська
Акула-янгол чилійська (Squatina armata) — акула з роду акула-ангел родини акулоангелові.

## Опис
Загальна довжина досягає 1,52 см, зазвичай 90-110 см. Голова велика з шипами більшими, ніж на спині. Морда округла з невеличкими і м'ясистими вусиками. очі помірного розміру. За ними розташовані великі бризкальця. Шкіряні бахромисті вирості біля ніздрів слабко вирізняються. Рот широкий. Зуби дрібні, вузькі. У неї 5 пар зябрових щілин. Тулуб масивний, сплощений. По середній лінії спини присутні невеличкі шипи у 2 рядки. Грудні плавці великі, широкі, дещо серпоподібні, їх передня крайка має маленькі шипи. Має 2 спинних плавця, що розташовані позаду черевних плавців, у хвостовій частині. Черевні плавці низькі. Анальний плавець відсутній. Хвостовий плавець невеличкий, нижня лопать довша за верхню.
Забарвлення спини червонувато-коричневе або сіро-коричневе з довільно розкиданими темно-коричневими крапочками. Черево світліше за спину.

## Спосіб життя
Тримається на глибинах від мілини до 200 м. Воліє до піщаних і мулисто-піщаних ґрунтів, куди вдень заривається. Активна переважно вночі. Полює біля дна, є бентофагом. Живиться невеличкою рибою (бичками, камбалами), ракоподібними (креветками), головоногими молюсками. Полює на здобич із засідки, хапаючи її раптовим кидком.
Статева зрілість у самців настає при розмірах 75-80 см, самиць — 86-100 см. Це яйцеживородна акула. Самиця народжує до 10 акуленят завдовжки 21-26 см.
Є потенційно травмнонебезпечною для людини.

## Розповсюдження
Мешкає у східній частині Тихого океану: від узбережжя Еквадору до Чилі включно.